# Юозас Лукша
Юозас Лукша (лит. Juozas Lukša; 1921-1951) — один з лідерів литовського антирадянського опору 1944—1951 років. Діяв під псевдонімами Даумантас або Скірмантас.

## Біографія
Народився 10 серпня 1921 року в селі Юодбудіс Каунаського повіту. Під час навчання в гімназії був членом молодіжної католицької націоналістичної організації «Майбутнє» (лит. Ateitininkai).
Під час першої окупації Литви Радянським Союзом в 1940-41 роках, Лукша приєднався до підпільного антирадянського руху опору і став членом Литовського фронту активістів. 6 червня 1941 року НКВС заарештувало його у Каунасі, але 22 червня Німеччина напала на СРСР і після захоплення Литви політичні в'язні були звільнені. В період німецької окупації навчався у Каунаському університеті на архітектора. У цей період брав участь у підпільній діяльності проти німців.
Після повернення Червоної Армії у 1944 році, він знову приєднався до підпільного опору. Спершу брав участь як студент, допомагаючи з таємними справами та беззбройним опором у Каунасі. У 1946 році, після арешту багатьох активістів, покинув місто і приєднався до збройного опору. Воював у групі «Залізний вовк».
Наприкінці 1947 року Лукша втік через «залізну завісу» на Захід, сподіваючись встановити контакти з литовцями в еміграції та заручитися їхньою підтримкою. Спочатку він приїхав до Швеції. Пізніше був завербований спершу французькою розвідкою, а потім переданий ЦРУ, де пройшов навчання на агента розвідки в Західній Німеччині. У Парижі Юозас познайомився з Нідолею Браженайте і одружився з нею. Під час перебування в західних країнах написав книги «Партизани за залізною завісою» і «Борці за свободу».
1950 року Лукша повернувся назад до Литви. Отримав звання майора «партизанської армії», створив загін чисельністю близько 20 осіб. Протягом року його інтенсивно шукала радянська контррозвідка. Восени 1951 року його застрелив товариш по зброї, а насправді подвійний агент НКВС, Йонас Кукаускас.

## Вшанування
Після відновлення незалежності Литви Юозаса Лукши почали вшановувати як національного героя. У 1997 році його посмертно нагородили Орденом Хреста Витязя. Місце його загибелі у 2008 році оголошено пам'ятником культури. У місті Гарлява на його честь названа гімназія.
У 2004 році режисер Йонас Вайткус зняв фільм «Зовсім один», заснований на історії життя Лукші, його роль зіграв Саулюс Баландіс. Шведський режисер Йонас Охман також зняв про Лукшу документальний фільм «Невидимий фронт».